# Čili
Čili (chilli) je plod različitih tropskih vrsta paprike (uključujući i neke varijetete nama poznate domaće paprike) s vrlo sitnim plodovima koji se suše i melju u prah. Čiliji su dugi svega 4 cm, boje žute, zelene, narančaste ili crvene, a imaju nadasve ljuti okus. Kada se komuške osuše i samelju dobije se kajenski papar. 
Naziv čili potječe od španjolske riječi chile za tu vrstu paprike, jer su je Španjolci donijeli u Europu za vrijeme Kolumbovih putovanja. Šarenilo naziva proizlazi iz doba kada se čili dopremao iz portugalskih i španjolskih kolonija u Južnoj Americi, Indiji i Africi, gdje se i danas uzgaja. 
Čili je izvanredno oštra okusa, pa je dvadesetak puta jači od obične ljute paprike. Okus mu je međutim manje aromatičan i pikantan, boja mnogo bljeđa. Glavni sastojak koji mu daje specifičnu ljutinu je capsaicin, tvar koja pokazalo se snižava razine kolesterola i triglicerida u krvi, sprečava grušanje krvi, te ima antibakterijska i fungicidna svojstva. 
Upotrebljava se za začinjanje jela od povrća, pikantnih umaka, namaza, kao dodatak kravljem siru, variva od paprika i graha, a važni je sastojak popularnog meksičkog jela Chili con carne. Sastavni je dio svih ljutih pikantnih umaka poput karija (currija), tabasco umaka, meksičkih salsa. Može se kombinirati i sa slatkim namirnicama.